# A Different Kind of Pain
| Críticas profissionais | Críticas profissionais |
| Avaliações da crítica  | Avaliações da crítica  |
| Fonte                  | Avaliação              |
| ---------------------- | ---------------------- |
| allmusic               | [ 1 ]                  |

A Different Kind of Pain é o quarto álbum de estúdio da banda norte-americana Cold, lançado em 30 de agosto de 2005.

## Faixas
Todas as faixas escritas por Scooter Ward e Sam McCandless, exceto onde anotado.
1. "Back Home" — 4:31
2. "Feel It in Your Heart" — 3:46
3. "Anatomy of a Tidal Wave" — 4:27
4. "A Different Kind of Pain" — 5:19
5. "Another Pill" (Ward, McCandless, Matt Loughran) — 3:45
6. "Happens All the Time" — 3:28
7. "When Heaven's Not Far Away"  (Ward, McCandless, Loughran) — 3:06
8. "God's Song" — 3:13
9. "When Angels Fly Away" — 3:58
10. "Tell Me Why" — 3:21
11. "Ocean" — 3:46

## Desempenho nas paradas musicais
| Parada musical (2005)          | Posição |
| ------------------------------ | ------- |
| Estados Unidos - Billboard 200 | 26      |

## Créditos
- Scooter Ward — Vocal, guitarra, piano
- Matt Loughran — Guitarra
- Mike Booth — Guitarra
- Jeremy Marshall — Baixo, vocal de apoio
- Sam McCandless — Bateria